# Bjönnberget
Bjönnberget, även Björnberget',' är en gammal fäbod i Leksands kommun, Leksands socken och Härads fjärding.
Fäboden ligger mycket avskilt i skogsområdet på gränsen mellan Leksands och Gagnefs kommuner. Fäbodstället saknar bilväg fram till platsen, närmaste väg slutar 1,5 kilometer därifrån.
Bjönnberget finns med i fäbodinventeringen 1663 under namnet "Grunkiernebodha" och brukas av 4 bönder från Djura. Fäbodstället är från början upptaget som en del av betesmarken till Djursbodarna och är yngre än de senare. På Holstensson karta från 1668 finns även Bjönnberget utmärkt, under beteckningen "Gruntiärns fäbodar" med fyra markeringar.
Vid storskiftet fördelades fäbodstället mellan 3 Djurabyar med sammanlagt 32 delägare. Bebyggelsen bestod av 23 stugor och totalt 98 byggnader. Bjönnbergets fäbodar är tämligen unika bland de åkerlösa fäbodarna i Leksand, som i regel inte hade över 10 stugor. De åkerlösa fäbodarna övergavs också tidigt, och många av måga, såsom grannfäbodarna Björberget finns idag inte ett spår kvar. Bjönnberget har däremot kvar 8 av de som mest 25 stugorna. Karl-Erik Forsslund beskriver Bjönnbergsbodarna vid 1920-talets början som "en stor by med gator och majstång, fint belägen på Gröntjärns sydstrand, där håller nästan hela Jirbin (Djura) till om sommaren".
1949 skedde sista fäbodvistelsen här, men fram till 1970-talet hölls fäbodvallen öppen av betande får. Idag fungerar stugorna som fritidshus.
Fäboden är klassificerad som ett Riksintresse för kulturmiljövård.